# Monte Wyatt
Il Monte Wyatt (in lingua inglese: Mount Wyatt)  è una prominente montagna antartica, alta 2.930 m, caratterizzata dalla cima piatta,  situata 6 km a ovest del Monte Verlautz, nelle Rawson Mountains, catena montuosa che fa parte dei Monti della Regina Maud, in Antartide.
Fu scoperto e salito per la prima volta nel dicembre 1934 dai membri del gruppo geologico guidato da Quin Blackburn (1900–1981), che faceva parte della seconda spedizione antartica (1933–1935) guidata dall'esploratore polare statunitense Byrd.
La denominazione fu assegnata dallo stesso Byrd in onore dell'attrice Jane Wyatt (1910–2006), amica di Richard S. Russell Jr. (1908–1984), uno dei membri del gruppo geologico.